# Саркофаг супругов (Лувр)
Саркофаг супругов (также известный как саркофаг Черветери по названию города Черветери около Рима) — это монументальная этрусская глиняная, изначально полихромная урна, представляющая двух супругов, лежащих вместе в позе этрусского банкета .
Работа хранится в Лувре, выставлена в 420-м зале музея. Саркофаг был отреставрирован в мастерской Лувр-Ланс, перед выставкой «Этруски и Средиземноморье» с 5 декабря 2013 года по 10 апреля 2014 года.

## История
Это один из этрусских «саркофагов супругов», похожий саркофаг хранится в музее Виллы Джулии. Саркофаг был изготовлен в Черветери (город в Италии) около 520 г. до н. э. Оба саркофага были обнаружены на месте некрополя Бандитачча около 1850 г. маркизом Джан Пьетро Кампана.
Экземпляр из Лувра был частью коллекции Кампана с 1845 года, в 1861 году он был приобретен Наполеоном III для Лувра.

## Описание
Саркофаг представляет собой типичную этрусскую погребальную урну. Он состоит из вазы и крышки, на крышке скульптура, изображающая усопшего при жизни, лежащим на триклинии как при банкете. На лице типичная для ионического стиля улыбка, левый локоть опирается на винные бутылки, ноги укутаны.
Саркофаг супругов из Лувра — это двойная урна для погребения. Оба умерших, чей пепел находится внутри урны, изображены на крышке саркофага. Подобная практика не встречалась ни в Древней Греции, ни в Древнем Риме — цивилизациях, современных Этрурии. Это позволяет предположить большую важность положения женщины в этрусском обществе.
Матрас на банкетной кровати был украшен разноцветными лентами. Бурдюки (один из них зажат под локтем мужчины) говорят о потреблении вина на подобных банкетах — вино было одним из основных товаров, производимых в Черветери. Женщина поливает духами руку мужа (флакон с духами и рука супруга не сохранились, но копия из Виллы Джулия, а также барельеф на задней стороне саркофага позволяют восстановить жест), в то время как он обнимает её другой рукой. Глаза супругов маленькие и миндалевидные, прямой нос продолжает линию лба. На лице явная улыбка, у обоих супругов заостренный подбородок и собранные в мелкие косички волосы.
Женщина одета в традиционный этрусский костюм архаической эпохи: туника с короткими рукавами, длинная юбка, обувь с загнутыми носками. На её голове высокий округлый головной убор с широким подворотом, он называется tutulus. На её шее — ожерелье, на ушах — серьги (не сохранились).

## Реставрация и выставка в Лувре-Ленс
Саркофаг супругов был восстановлен в Лувре-Ланс в октябре 2013 года, а затем с декабря 2013 года по апрель 2014 года показывался на выставке «Этруски и Средиземноморье».
- Реставрация Саркофага супругов (Cp 5194) перед выставкой, октябрь 2013